# HD 76640
HD 76640，又名CP-57 1790，SAO 236402、HR 3568，是一颗恒星，视星等为6.38，位于銀經275.75，銀緯-8.47，其B1900.0坐标为赤經8h 52m 22.5s，赤緯-57° -8.47′ 26″。